# Tehumardi

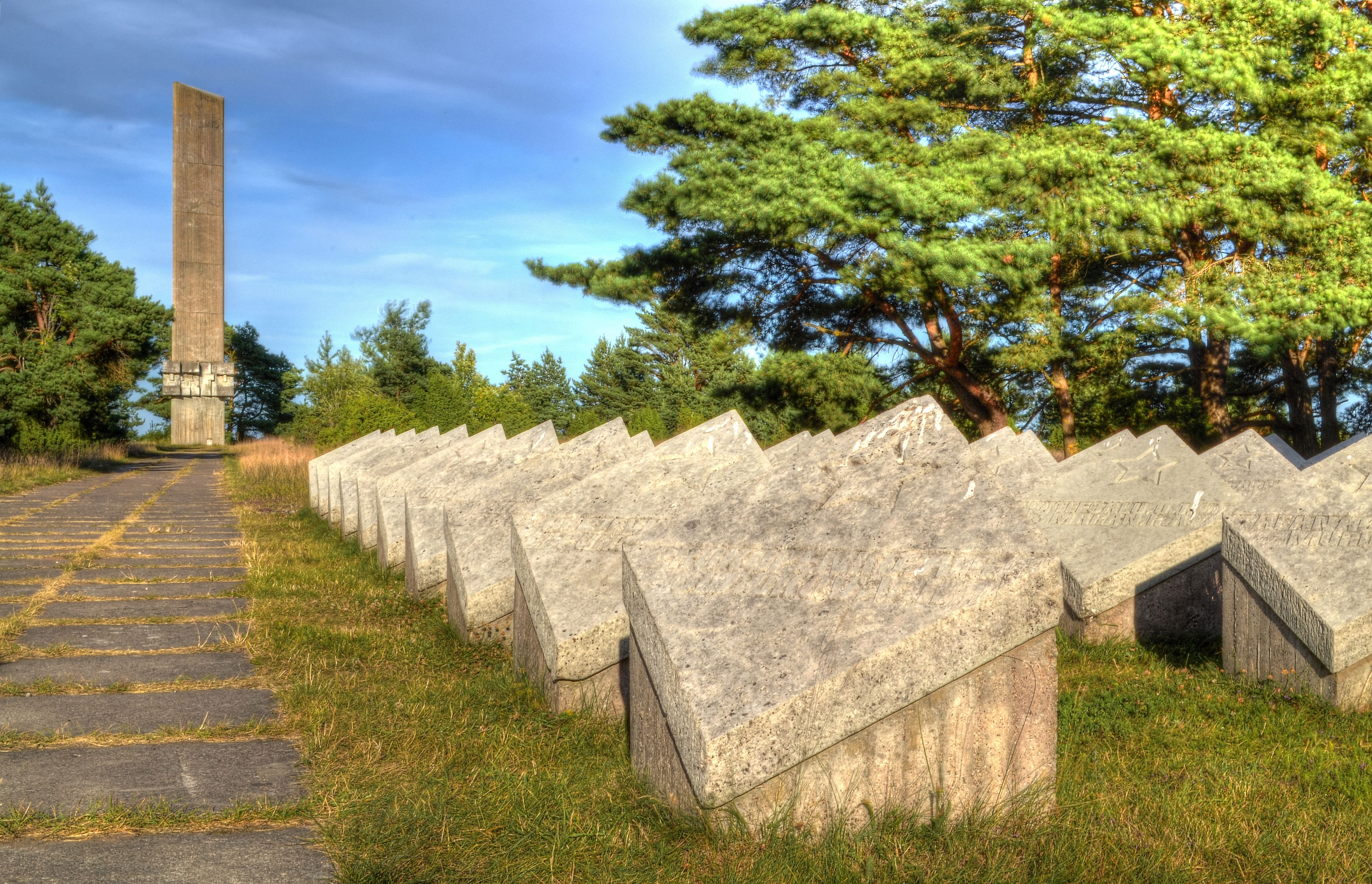
Det sovjetiska krigsmonumentet över slaget vid Tehumardi. I förgrunden den sovjetiska begravningsplatsen.

Tehumardi, tyska: Tehhemardi, är en by på ön Ösel i Estland, tillhörande Ösels kommun i landskapet Ösel. Befolkningen uppgick till 77 invånare i december 2011. Byn ligger vid kusten omkring 20 kilometer sydväst om Ösels enda stad Kuressaare, strax norr om orten Salme.
Orten är mest känd som skådeplats för slaget vid Tehumardi under den tyska evakueringen av Estland på östfronten under andra världskriget, natten mellan 8 och 9 oktober 1944. Både den tyska och den sovjetiska sidan led svåra förluster till följd av närkamperna i nattmörkret. Estniska trupper deltog på båda sidor i slaget. Till minne av slaget restes 1967 ett sovjetiskt krigsmonument i betong på platsen, i form av ett 21 meter högt avbrutet svärd.